# Bodo 1

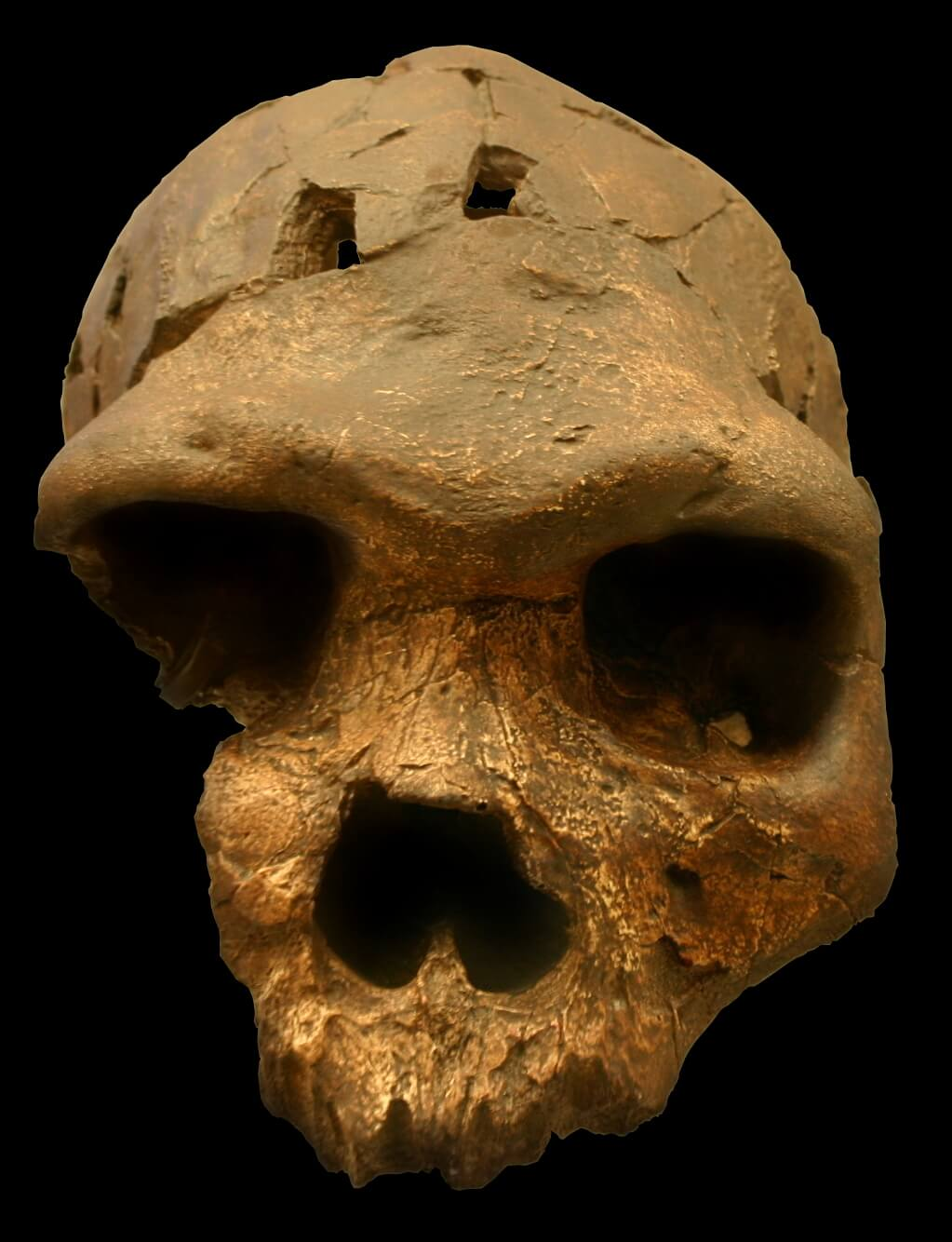
Cranio esposto allo Smithsonian Natural History Museum

Bodo 1 è il fossile di una cranio di un ominide scoperto a Bodo D'ar in Etiopia nel 1976 da  Alemayhew Asfaw, Paul Whitehead e Craig Woo, datato a 600.000 anni fa.

## Descrizione
Si discute ancora sulla sua classificazione, se esemplare dell'Homo heidelbergensis o dell'Homo erectus. Nel 2021 ne è stata proposta la classificazione come Homo bodoensis, una nuova specie che prende il nome da questo fossile.
Bodo 1 è un cranio parziale di un individuo adulto, presumibilmente maschio, che conserva il volto e la scatola cranica anteriore.